# NGC 7701
NGC 7701 est une galaxie lenticulaire située dans la constellation des Poissons. Sa vitesse par rapport au fond diffus cosmologique est de 4 936 ± 35 km/s, ce qui correspond à une distance de Hubble de 72,8 ± 5,1 Mpc (∼237 millions d'al). NGC 7701 a été découverte par l'astronome germano-britannique William Herschel en 1784.
NGC 7701 présente une large raie HI et constitue probablement avec NGC 7700 une paire de galaxies gravitationnellement liée,.
À ce jour, une seule mesure non basée sur le décalage vers le rouge (redshift) donne une distance d'environ 61,200 Mpc (∼200 millions d'al), ce qui est encore à l'intérieur des valeurs de la distance de Hubble.